# Stupid Shit
"Stupid Shit", ou Stupid S***, é o segundo single lançado pelo grupo americano Girlicious. Foi lançado no iTunes no dia 23 de Abril de 2008, um dia depois que o reality show terminou. Na semana de 1 de Maio de 2008, "Stupid Shit" estreou na 20° posição da Canadian Hot 100.

## Lançamento
"Stupid Shit" foi lançado em 23 de Abril de 2008, no EP Like Me / Stupid S***. Embora o single conseguiu algumas possições nas paradas canadênses, não obteve grande sucesso na Billboard 200.

## Videoclipe
O videoclipe de "Stupid Shit" foi dirigido por Robin Antin e Mikey Minden, e estreou após o final da temporada. O vídeo apresenta as Girlicious vestidas com uniforme escolar. O vídeo é provocativo e sensual, e estreou no MuchMusic Countdown na 29° posição chegando a 1° posição, onde permaneceu por algumas semanas. Estreou no Yahoo! em 23 de Abril.

## Versões
No vídeo da música, elas dizem "Shh", por que é proibido dizer "shit", em português merda, na televisão. Contudo, existe uma versão explícita do videoclipe, onde é pronunciado "shit".

## Desempenho

### Posição nas Paradas
| País   | Parada (2008)    | Melhor posição |
| ------ | ---------------- | -------------- |
| Canadá | Canadian Hot 100 | 20             |